# Kalinov
Kalinov é um município da Eslováquia, situado no distrito de Medzilaborce, na região de Prešov. Tem 13,78 km² de área e sua população em 2018 foi estimada em 257 habitantes.

## Demografia
| Ano:        | 1994 | 2004    | 2014    | 2024    |
| ----------- | ---- | ------- | ------- | ------- |
| Broj ljudi: | 367  | 304     | 273     | 243     |
| Razlika:    |      | -17,16% | -10,19% | -10,98% |

| Ano:               | 2023 | 2024 |
| ------------------ | ---- | ---- |
| Número de pessoas: | 243  | 243  |
| Diferença:         |      | +0%  |